# Ruta Estatal de California 222
La Ruta Estatal de California 222, abreviada SR 222 (en inglés: California State Route 222) es una carretera estatal estadounidense ubicada en el estado de California. La carretera inicia en el Oeste desde la US 101     en Ukiah en sentido Este hasta finalizar en Old River Road/Sanford Ranch Road en Talmage. La carretera tiene una longitud de 2,6 km (1.626 mi).

## Mantenimiento
Al igual que las autopistas interestatales, y las rutas federales y el resto de carreteras estatales, la Ruta Estatal de California 222 es administrada y mantenida por el Departamento de Transporte de California por sus siglas en inglés Caltrans.